# Progresie armonică

Primii zece termeni ai progresiei armonice

În matematică o progresie armonică este un șir ai cărui termeni sunt inversele termenilor unei progresii aritmetice.
Echivalent, un șir este o progresie armonică când fiecare termen (cu excepția capetelor) este media armonică a termenilor vecini. De aici vine și denumirea progresiei.
O a treia caracterizare echivalentă este un șir infinit de forma
{\displaystyle {\frac {1}{a}},\ {\frac {1}{a+d}},\ {\frac {1}{a+2d}},\ {\frac {1}{a+3d}},\cdots ,}
unde a este nenul iar −a/d nu este un număr natural sau un șir finit de forma
{\displaystyle {\frac {1}{a}},\ {\frac {1}{a+d}},\ {\frac {1}{a+2d}},\ {\frac {1}{a+3d}},\cdots ,\ {\frac {1}{a+kd}},}
unde a este nenul, k este un număr natural iar −a/d nu este un număr natural sau este mai mare decât k.

## Exemple
- 1, 1/2, 1/3, 1/4, 1/5, 1/6, uneori numit șirul armonic
- 12, 6, 4, 3, {\displaystyle {\tfrac {12}{5}}}, 2, … , {\displaystyle {\tfrac {12}{n}}}, …
- 30, −30, −10, −6, − {\displaystyle {\tfrac {30}{7}}}, … , {\displaystyle {\tfrac {10}{1-{\tfrac {2n}{3}}}}}
- 10, 30, −30, −10, −6, − {\displaystyle }, … , {\displaystyle {\tfrac {10}{1-{\tfrac {2(n-1)}{3}}}}}

## Suma progresiilor armonice
Suma progresiilor armonice infinite tinde la infinit.
Nu este posibil ca suma unei progresii armonice de fracții cu numărătorul 1 (altul decât cazul banal în care a = 1 și k = 0) să fie un număr întreg. Motivul este că, în mod necesar, cel puțin un numitor al progresiei va fi divizibil cu un număr prim care nu divide niciun alt numitor.

## Utilizarea în geometrie
Dacă punctele coliniare A, B, C și D sunt astfel încât D este conjugatul armonic al lui C față de A și B, atunci distanțele de la oricare dintre aceste puncte la cele trei puncte rămase formează o progresie armonică. În particular, oricare din șirurile AC, AB, AD; BC, BA, BD; CA, CD, CB și DA, DC, DB sunt progresii armonice, unde fiecare dintre distanțe este definită de orientarea fixă a liniei (nu neapărat dreaptă, distanțele măsurându-se pe linie).
Într-un triunghi, dacă înălțimile sunt în progresie aritmetică, atunci laturile sunt în progresie armonică.